# Rasul Boqiev
Rasul Boqiev (Nohijahoi Tobei Çumhuri, 29 settembre 1982) è un judoka tagiko, vincitore di una medaglia di bronzo nella categoria fino a 73 kg alle Olimpiadi del 2008.

## Palmarès
- Giochi olimpici estivi

2008 - Pechino: bronzo nei 73 kg.
- Campionato mondiale di judo

2007 - Rio de Janeiro: bronzo nei 73 kg.
- Giochi asiatici

2006 - Doha: bronzo nei 73 kg.
2010 - Canton: bronzo nei 73 kg.
- Campionato asiatico di judo

2005 - Tashkent: bronzo nei 73 kg.
2007 - Kuwait City: argento nei 73 kg.